# Неліньйо
Неліньйо (порт. Nelinho, нар. 26 липня 1950, Ріо-де-Жанейро) — бразильський футболіст, що грав на позиції захисника.
Виступав, зокрема, за «Крузейру» та «Атлетіко Мінейру», які потім очолював і як тренер. Також виступав за національну збірну Бразилії, з якою є бронзовим призером чемпіонату світу та дворазовим бронзовим призером Кубка Америки.

## Клубна кар'єра
Народився 26 липня 1950 року в місті Ріо-де-Жанейро. Розпочав свою кар'єру в молодіжному складі клубу «Оларія», звідки він перейшов в клуб «Америка» (Ріо-де-Жанейро), підписавши свій перший професійний контракт.
У 1970 році Неліньйо поїхав до Португалії, де провів сезон за клуб «Баррейренсі», потім повернувся до Південної Америки і виступав 9 місяців у венесуельському клубі «Депортіво Ансоатегі», а потім знову на батьківщині в клубах «Бонсусессо» та «Ремо».
1973 року Неліньйо перейшов у «Крузейру»
, куди його запросив тренер клубу Орландо Фантоні, відомий тим, що вмів знаходити таланти в невеликих клубах. У складі «Крузейро» Неліньо виграв чотири чемпіонату штату Мінас-Жерайс і один Кубок Лібертадорес. Будучи в клубі, його також тричі відбирали до символічної збірної чемпіонату (Срібний м'яч), в 1975, 1979 і 1980 роках. Загалом він провів 411 матчів з «Крузейру» і забив 105 голів. 
У 1980 році Неліньйо вирішив покинути «Крузейро» після критики з боку президента клубу Фелісіо Бранді і перейшов до клубу «Греміо», де провів наступні два сезони і виграв чемпіонат штату Ріу-Гранді-ду-Сул. 
У 1982 році Неліньйо був куплений клубом «Атлетіко Мінейро», що заплатив за трансфер захисника 20 млн крузейро, порушивши домовленості між «Атлетіко» і «Крузейро» не купувати гравців, які виступали за ці протиборчі команди. З «Атлетіко» Неліньо виграв 4 чемпіонати штату, ставши одним з найкращих гравців команди, а також вчетверте за кар'єру отримав Срібний м'яч. Він прийшов до клубу у віці 32 років, намагаючись довести президенту «Крузейро», що він ще може грати на високому рівні. У середині 80-х років Неліньйо сказав, що багато досвідчених футболістів в Бразилії, користуються дружбою президентів і тренерів клубу, які тільки через це ставлять їх до складу. Свій останній матч Неліньйо зіграв 18 лютого 1987 року з клубом «Ріо-Бранко», що завершився внічию 0:0. Пізніше він зіграв прощальний матч, в якому «Атлетіко Мінейро» і «Крузейро» зустрічалися між собою, в тій грі Неліньйо забив 2 голи.

## Виступи за збірну
28 квітня 1974 року дебютував в офіційних іграх у складі національної збірної Бразилії в товариському матчі з Грецією (0:0), а вже влітку поїхав з командою на чемпіонат світу 1974 року у ФРН, де зіграв у трьох матчах і посів з командою 4 місце.
Надалі у складі збірної був учасником Кубка Америки 1975 року, чемпіонату світу 1978 року в Аргентині та Кубка Америки 1979 року, і на усіх трьох команда здобула бронзові нагороди.
Загалом протягом кар'єри у національній команді, яка тривала 7 років, провів у її формі 21 матч, забивши 6 голів, один з яких на чемпіонаті світу 1978 року у ворота збірної Італії (2:1) приніс бразильцям перемогу і бронзові медалі першості.

## Подальше життя
З 1987 по 1990 рік Неліньйо працював депутатом штату Мінас-Жерайс. З 31 січня по 27 червня 1993 року тренував «Атлетіко Мінейро», під його керівництвом клуб провів 27 матчів (перший з клубом «Унаї», виграний «Атлетіко» 2:0 в гостях, останній з клубом «Крузейро», програний 0:1 вдома), з яких виграв 17, 5 звів внічию і 5 програв. Наступного року також недовго очолював «Крузейру».
З 2005 по 2008 рік Неліньйо працював футбольним коментатором на каналах TV Globo і SporTV.
По завершенні тренерської кар'єри відкрив спортзал для жінок Ванда Бамбірра, академією спорту і танців.

## Титули і досягнення
- Переможець Ліги Мінейро (8):

«Крузейру»: 1973, 1974, 1975, 1977
«Атлетіко Мінейру»: 1978, 1979, 1986, 1987
- Переможець Ліги Гаушу (1):

«Греміо» : 1980
- Володар Кубка Лібертадорес (1):

«Крузейру»: 1976
- Бронзовий призер чемпіонату світу: 1978

### Особисті
- Володар бразильського Срібного м'яча: 1975, 1979, 1980, 1983